# 進撃の軌跡
『進撃の軌跡』（しんげきのきせき）は、Linked Horizonの2枚目のオリジナルアルバム。2017年5月17日にポニーキャニオンから発売された。

## 概要
前作『ルクセンダルク大紀行』から約4年ぶりとなるアルバム。テレビアニメ『進撃の巨人 season2』の主題歌に起用された「心臓を捧げよ！」を筆頭に、『進撃の巨人』においてLinked Horizonが担った楽曲が全て収録されている。またシングル『自由への進撃』にも収録されていた「紅蓮の弓矢」「自由の翼」もナレーションを追加し再ミックスされ収録されている。

## 収録曲

### 初回限定盤
PCCA-04539
1. 二ヶ月後の君へ
2. 紅蓮の弓矢
3. 14文字の伝言
4. 紅蓮の座標
5. 最期の戦果
6. 神の御業
7. 自由の翼
8. 双翼のヒカリ
9. 自由の代償
10. 彼女は冷たい棺の中で
11. 心臓を捧げよ！
12. 紅蓮の灯を纏い水平線の彼方へと…
13. DIVE INTO THE SPIN-OFF WORLD!! ※初回限定盤のみ
14. 青春は花火のように ※初回限定盤のみ

初回限定盤のみ特殊パッケージ仕様、「自由の代償(劇場版Size)」をアニメ映像と共に収録したBlu-rayを同梱。またボーナストラックとして「青春は花火のように」を収録。

### 通常盤
PCCA-04540
1. 二ヶ月後の君へ
2. 紅蓮の弓矢
3. 14文字の伝言
4. 紅蓮の座標
5. 最期の戦果
6. 神の御業
7. 自由の翼
8. 双翼のヒカリ
9. 自由の代償
10. 彼女は冷たい棺の中で
11. 心臓を捧げよ！

## 制作・参加メンバー
ボーカル
- Revo
- 月香
- 福永実咲
- MANAMI
- 松本英子
- 柳麻美

ナレーション
- サッシャ

ボイス
- 井上麻里奈

- 神谷浩史

ミュージシャン
- 西山毅 - エレクトリックギター (#1.11)
- YUKI - エレクトリックギター、スチール弦アコースティックギター、ナイロン弦アコースティックギター、スチール12弦アコースティックギター (#1-8.10.11)
- Leda - エレクトリックギター (#9)
- 長谷川淳 - ベース
- 五十嵐宏治 - ピアノ、エレクトリックオルガン、ピアニカ、チェンバロ
- 淳士 - ドラム (#1-8.10.11)
- joe - ドラム (#9)
- 三沢またろう -ラテン＆クラシックパーカッション
- 朝川朋之 - ハープ
- 弦一徹：バイオリンソロ
- 鈴木正則：トランペットソロ
- 高桑英世：リコーダー＆ティン・ホイッスル
- 弦一徹ストリングス
  - 弦一徹、一本茂樹、伊能修、牛山玲名、内田麒麟、海和伸子、梶谷裕子、カメルーン真希、門脇大輔、河裾あずさ、黒木薫、高橋和葉、竹下欣伸、田中雅弘、中島優紀、西村知佳子、藤田弥生、藤村政芳、真部裕、三木章子、村中俊之、森琢哉、森田香織、山本知重

- 高桑英世 木管アンサンブル
  - 高桑英世：フルート、ピッコロ
  - 庄司さとし：オーボエ
  - 山根公男、中ヒデヒト：クラリネット
  - 井上俊次、大澤昌生：ファゴット

- 鈴木正則ブラスセクション
  - 鈴木正則、佐々木史郎、依田武之、山下真一、浦田雄揮、二井田ひとみ：トランペット
  - 佐野聡、宮内岳太郎、石井弦、佐藤洋樹、鳥塚心輔、山城純子、鹿討奏、五十嵐誠、野々下興一、小篠亮介、上田智美、佐々木匡史：トロンボーン
  - 喜名雅、松永敦、仁藤雄貴、柏田良典：チューバ
  - 内藤貴司、石山直城、西條貴人、廣川実、比嘉康志、海野貴裕、小鮒信次、柳谷信、赤坂和之、渡邊豊秀、松田知、大見川満、木村隆、田中雅樹、村中美菜：ホルン

- 合唱団響-Kyo- 栗友会 ＆ Ensemble音の葉、VocesTokyo （合唱指揮：木場義則） - コーラス